# Софийская церковь (Нахичевань-на-Дону)
Церковь Софии Премудрости Божией ― ныне утраченный православный храм в городе Нахичевань-на-Дону (сейчас ― часть Ростова-на-Дону).

## История
Нахичевань-на-Дону изначально была образована переселенцами-армянами, однако поскольку город находился рядом с Ростовом-на-Дону, где преобладало русское население, Нахичевань не могла в течение долгого времени оставаться мононациональным армянским городом. Вскоре в городе появилось русское православное население, нуждавшееся в своих православных храмах.
Софийская церковь была построена в 1863 году на Первомайской улице. Храм был однокупольный, деревянный на каменном цоколе и с одноярусной звонницей. Высота его составляла 15 метров. Рядом с церковью в том же 1863 году было сооружено одноэтажное кирпичное здание русской церковно-приходской школы.
В 1904 году вместо деревянной Софийской церкви было начато строительство каменной по проекту архитектора В. В. Попова. В 1912 году строительство было завершено.
Эта церковь не просуществовала и четверти века. В 1934 году её закрыли и разобрали на строительные материалы. Сначала убрали все боковые купола и стены храма, хотя центральный купол ещё некоторое время покоился на четырех колоннах. В конце-концов и эти колонны были взорваны. Рядом с местом бывшей Софийской церкви впоследствии построили здание школы № 11.
В последние годы существования церкви в ней служил будущий митрополит Зиновий (Мажуга).